# Ernst Lehmann
Ernst August Lehman (Ludwigshafen am Rhein, 1886. május 12. – Lakehurst, New Jersey, 1937. május 7.) német léghajókapitány, a Zeppelin-flotta üzemeltetését végző Deutsche Zeppelin-Reederei cég vezetője volt. A Hindenburg egyesült államokbeli katasztrófájában vesztette életét.

## Pályafutása
Ernst Lehman Ludwigshafen am Rheinben született 1886. május 12-én. Tizenkilenc évesen csatlakozott a haditengerészethez. 1912-ben mérnöki diplomát szerzett a Berlin-Charlottenburg műszaki egyetemen. 1913 tavaszán megkezdte léghajós kiképzését Hugo Eckener irányításával, és ősztől az LZ 17 parancsnoka lett. Léghajójával elsősorban helyi városnéző utakat tett.
1914. július 31-én, az első világháború előestéjén a levegőben érte a hadügyminisztérium távirata, hogy ne távolodjon 50 kilométernél messzebbre bázisától. Augusztusban a hadsereg átvette az LZ 17 felügyeletét, és Lehmann, annak ellenére, hogy a haditengerészet tisztje volt, megtarthatta parancsnoki beosztását.
A léghajót Lehmann és Eckener kiképzésre használta: legfontosabb tanítványuk Peter Strasser volt, aki a német haditengerészet léghajóprogramját irányította 1918 augusztusáig, amikor egy bevetes során meghalt Nagy-Britannia felett. Habár az LZ 17 kiképző léghajó volt, éles bevetései is voltak belgiumi, angliai és franciaországi célpontok ellen. Lehmann más léghajókat is irányított: az LZ 26-ot (Z-XII), amelyre egy leereszthető megfigyelő kosarat szereltek, valamint az LZ 90-et és az LZ 98.

## A háború után
Ernst Lehman a háború után a Zeppelin-cég friedrichshafeni központjában dolgozott. 1923-ban az ohiói Akronba költözött, ahol alelnöke lett a frissen alakult Goodyear-Zeppelin vegyesvállalatnak. Az LZ 126, a későbbi USS Los Angeles atlanti-óceáni átkelésén Eckener alárendeltje volt a léghajón. New Yorkban ő is részt vett a legénység számára rendezett parádén, és őt is fogadta Calvin Coolidge amerikai elnök a Fehér Házban. Részt vett a Graf Zeppelin legtöbb fontos útján, és többször kapitánya is volt a léghajónak.
Lehmann nagyon szeretett zenélni, és gyakran szórakoztatta harmónikajátékával az utasokat. Szívesen játszott a Hindenburg dúralumínium zongoráján is az 1936-os szezonban. Miközben Eckenert kifejezetten zavarta a német nemzetiszocialisták térnyerése, Lehmann együttműködött a nácikkal, és ennek köszönhetően megkapta a zeppelineket működtető Deutsche Zeppelin-Reederei vezetői posztját.
Alig három héttel a Hindenburg első repülése után Lehmann a náci propagandaminisztérium kérésére eltörölte a léghajó tervbe vett tesztrepüléseit, és engedélyezte, hogy a Graf Zeppelinnel együtt háromnapos, Adolf Hitlert támogató útra induljon. A felszállásra a kedvezőtlen időjárási viszonyok között is utasítás adott, és a léghajó hátsó függőleges vezérsíkja megsérült. Döntéseiért, amelyekkel veszélyeztette a Hindenburgot, Hugo Eckener élesen kritizálta Ernst Lehmannt. Annak ellenére, hogy támogatta Hitler rezsimjét, Lehmann nem lépett be a náci pártba.

## A Hindenburg katasztrófája
Ernst Lehmann gyakran irányította a Hindenburgot, a léghajó utolsó útján azonban csak megfigylőként volt jelen. Számos jel mutat azonban arra, hogy nem Max Pruss kapitány, hanem Lehmann volt de facto a léghajó parancsnoka a tragédiába torkolló leszálláskor. Lehmann súlyosan megsérült, amikor a Hindenburg kigyulladt és lezuhant: megégett a háta. A kapitányt a Paul Kimball-kórházba vitték, ahol másnap belehalt sérüléseibe. Halála előtt amerikai léghajós tiszteknek és Charles Rosendahl lakehursti parancsnoknak azt mondta, hogy szerinte nem baleset történt, hanem egy pokolgép  (Hollenmaschine) okozhatta a katasztrófát. Németországban temették el.